# Pulau Weh
Pulau Weh (nebo také Weh) je indonéský ostrov a zároveň dlouhodobě nečinná (možná vyhaslá) sopka v Andamanském moři, asi 15 km od severního okraje Sumatry. Ostrov tvoří zbytky staršího vulkanického centra, které bylo kdysi v minulosti spojené s pevninou, nicméně erupcí se toto spojení zničilo. Kdy došlo k této události, není známo. V současnosti jsou jediným projevem aktivity termální prameny a fumaroly na severním okraji.